# I liga polska w piłce nożnej (1968/1969)
I liga w piłce nożnej 1968/1969 – 35. edycja najwyższych w hierarchii rozgrywek ligowych polskiej klubowej piłki nożnej.
Tytułu bronił Ruch Chorzów. Mistrzostwo zdobyła Legia Warszawa.
Absolutnymi beniaminkami ligi były Zagłębie Wałbrzych i ROW Rybnik.
| Poziomy rozgrywkowe w sezonie 1968/1969 | Poziomy rozgrywkowe w sezonie 1968/1969 | Poziomy rozgrywkowe w sezonie 1968/1969 |
| Rozgrywki                               | P                                       | Nazwa                                   |
| --------------------------------------- | --------------------------------------- | --------------------------------------- |
| Centralne                               | I                                       | I liga                                  |
| Centralne                               | II                                      | II liga                                 |
| Makroregionalne                         | III                                     | III Liga (4 grupy)                      |
| Okręgowe (17 okręgów)                   | IV                                      | Liga okręgowa                           |
| Okręgowe (17 okręgów)                   | V                                       | A klasa                                 |
| Okręgowe (17 okręgów)                   | VI                                      | B klasa                                 |

## Drużyny
| Uczestnicy poprzedniej edycji                                                                                 | Uczestnicy poprzedniej edycji | Uczestnicy poprzedniej edycji | Uczestnicy poprzedniej edycji |
| --- | ----------------------------- | ----------------------------- | ----------------------------- |
| RCH | Ruch Chorzów                  | 1                             |                               |
| LEG | Legia Warszawa                | 2                             |                               |
| GZA | Górnik Zabrze                 | 3                             |                               |
| PBT | Polonia Bytom                 | 4                             |                               |
| ZSO | Zagłębie Sosnowiec            | 5                             |                               |
| POG | Pogoń Szczecin                | 6                             |                               |
| ŚLĄ | Śląsk Wrocław                 | 7                             |                               |
| KAT | GKS Katowice                  | 8                             |                               |
| SZO | Szombierki Bytom              | 9                             |                               |
| ODO | Odra Opole                    | 10                            |                               |
| STR | Stal Rzeszów                  | 11                            |                               |
| WKR | Wisła Kraków                  | 12                            |                               |
| Awans z II ligi 1967/1968                                                                                     |                               |                               |                               |
| ZAG | Zagłębie Wałbrzych            | 1                             |                               |
| ROW | ROW Rybnik                    | 2                             |                               |
| Oznaczenia: - kolumna pierwsza – skróty nazw drużyn, - kolumna trzecia – miejsce zajęte w poprzednim sezonie. |                               |                               |                               |

## Tabela
| Msc. | Nazwa klubu            | M  | Zw.-Rem.-Por. | Pkt. | Bramki |
| 1    | Legia Warszawa         | 26 | 16-7-3        | 39   | 51:16  |
| 2    | Górnik Zabrze          | 26 | 15-7-4        | 37   | 49:21  |
| 3    | Polonia Bytom          | 26 | 8-12-6        | 28   | 30:23  |
| 4    | Szombierki Bytom       | 26 | 11-6-9        | 28   | 35:35  |
| 5    | Zagłębie Sosnowiec     | 26 | 12-4-10       | 28   | 32:33  |
| 6    | Ruch Chorzów           | 26 | 9-9-8         | 27   | 34:34  |
| 7    | Wisła Kraków           | 26 | 9-7-10        | 25   | 25:32  |
| 8    | GKS Katowice           | 26 | 6-12-8        | 24   | 21:21  |
| 9    | Odra Opole             | 26 | 8-8-10        | 24   | 28:33  |
| 10   | Zagłębie Wałbrzych (b) | 26 | 10-3-13       | 23   | 21:29  |
| 11   | Pogoń Szczecin         | 26 | 7-8-11        | 22   | 24:31  |
| 12   | Stal Rzeszów           | 26 | 7-8-11        | 22   | 18:31  |
| 13   | Śląsk Wrocław          | 26 | 7-7-12        | 21   | 19:30  |
| 14   | ROW Rybnik (b)         | 26 | 3-10-13       | 16   | 23:41  |

Legenda:
|     | Mistrz Polski     |
|     | Spadek do II ligi |
| (b) | beniaminek        |

## Najlepsi Strzelcy
| Gole | Strzelcy             | Drużyny          |
| ---- | -------------------- | ---------------- |
| 22   | Włodzimierz Lubański | Górnik Zabrze    |
| 14   | Jan Banaś            | Polonia Bytom    |
| 12   | Kazimierz Deyna      | Legia Warszawa   |
| 11   | Jerzy Wilim          | Szombierki Bytom |

Opracowano na podstawie: 

## Klasyfikacja medalowa mistrzostw Polski po sezonie
Tabela obejmuje wyłącznie zespoły mistrzowskie.
|     | Klub             |    |   |   |
| --- | ---------------- | -- | - | - |
| 1.  | Ruch Chorzów     | 10 | 3 | 5 |
| 2.  | Górnik Zabrze    | 8  | 2 | 3 |
| 3.  | Cracovia         | 5  | 2 | 2 |
| 4.  | Wisła Kraków     | 4  | 8 | 6 |
| 5.  | Pogoń Lwów       | 4  | 3 | 0 |
| 6.  | Legia Warszawa   | 3  | 2 | 4 |
| 7.  | Warta Poznań     | 2  | 5 | 7 |
| 8.  | Polonia Bytom    | 2  | 4 | 2 |
| 9.  | Polonia Warszawa | 1  | 2 | 2 |
| 10. | ŁKS Łódź         | 1  | 1 | 2 |
| 11. | Garbarnia Kraków | 1  | 1 | 0 |